# Wypadek kolejowy pod Eschede
Katastrofa kolejowa pod Eschede – wypadek kolejowy, który miał miejsce 3 czerwca 1998 r. w Eschede (Dolna Saksonia) w Niemczech. Wiozący 287 osób pociąg Intercity-Express ICE 884 relacji Monachium – Hamburg, jadąc z prędkością 200 km/godz. wykoleił się i zniszczył podporę wiaduktu powodując jego zawalenie. Zginęło 101 osób, w tym dwóch pracowników torowych pracujących pod wiaduktem, a 88 osób odniosło ciężkie obrażenia.

## Przebieg wypadku
Około godz. 11 pasażerowie znajdujący się w dwóch pierwszych wagonach odczuli wstrząsy. Spowodowane one były awarią jednego z kół pierwszego wagonu. Koła ICE, dla zmniejszenia wstrząsów, miały obręcz oddzieloną od reszty koła warstwą twardej gumy. Zmęczenie materiału spowodowało pęknięcie obręczy. Oddzieliła się ona od tarczy koła i wbiła w podłogę wagonu.
Pociąg jechał dalej na pozbawionym obręczy kole. Przy wjeździe na stację w Eschede resztki wciąż wbitej w podłogę obręczy rozerwały jednak zwrotnicę, powodując wykolejenie pociągu. Tylny wózek trzeciego wagonu wjechał na drugie odgałęzienie zwrotnicy, w wyniku czego wagon uderzył w podporę wiaduktu, powodując jego zawalenie. Trzeci i czwarty wagon prześliznęły się jeszcze pod walącym się wiaduktem. Z rozpędu przednia część piątego wagonu też się prześliznęła, a jego tylna część została zmiażdżona. Reszta wagonów zatrzymała się na resztkach zawalonego wiaduktu. Wskutek rozpięcia wagonów uruchomiony został automatyczny hamulec awaryjny, który zatrzymał lokomotywę.
W wypadku pociągu ICE 884 zginęło 101 osób, natomiast 88 osób odniosło ciężkie obrażenia. Kilkanaście osób odniosło lżejsze obrażenia. Eksperci mieli trudności z identyfikacją zwłok.
O szczęściu mówić mogą pasażerowie jadącego w przeciwnym kierunku pociągu ICE 787. Według rozkładu jazdy pociągi powinny mijać się na stacji w Eschede, tuż obok feralnego wiaduktu. Jednak tego dnia ICE 787 minął stację w Eschede na minutę przed czasem rozkładowym, podczas gdy ICE 884 miał minutę opóźnienia. Dzięki temu nie doszło do podwójnej katastrofy.

## Badanie przyczyn wypadku

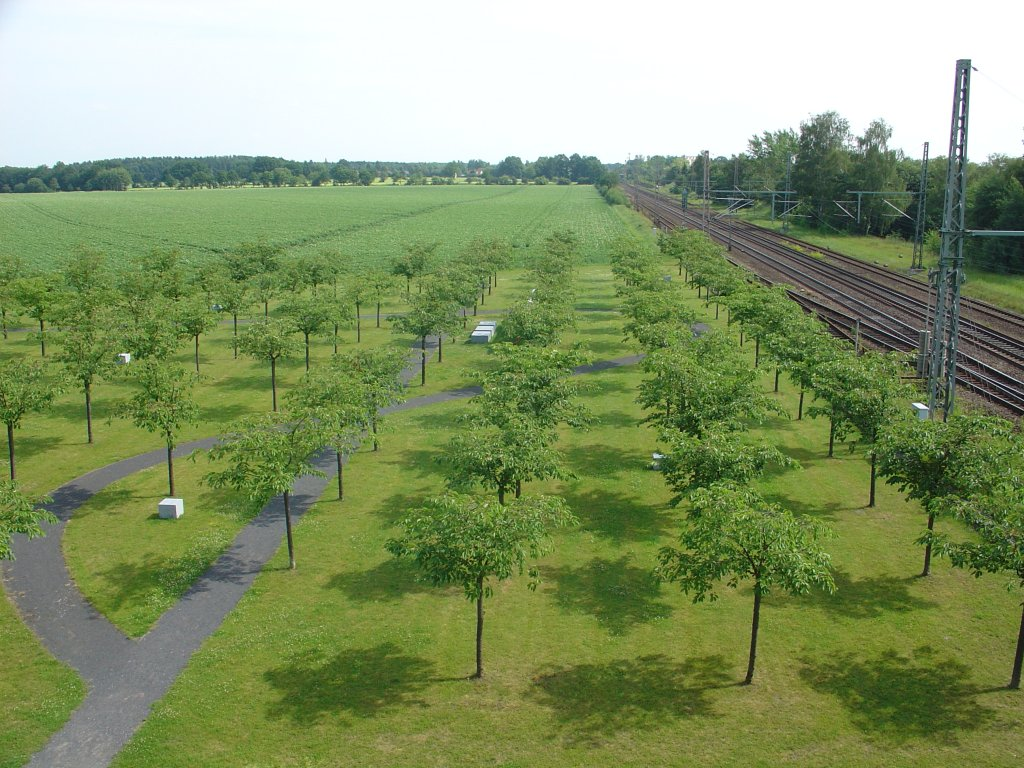
Pomnik ofiar znajdujący się obok miejsca wypadku

Po wypadku, do którego doszło koło Eschede, w pociągach zastosowano koła wykonane z jednego kawałka stali, a nie jak dotąd z gumowej uszczelki i dwóch obręczy. Teraz wstrząsy wywołane jazdą łagodzą, znajdujące się między wózkami jezdnymi wagonów, poduszki. Wprowadzono też na okres wymiany kół ograniczenie prędkości dla pociągów ICE do 150 km/h.
W roku 2002 prokurator prowadzący sprawę wniósł do sądu akt oskarżenia przeciwko konstruktorowi kół i dwóm pracownikom niemieckich kolei, zarzucając im niedostateczne przetestowanie konstrukcji i niedbalstwo przy kontroli technicznej. Ciągnąca się miesiącami seria ekspertyz nie dała jednoznacznej odpowiedzi na pytanie o to, na ile oskarżeni mieli techniczną możliwość wcześniejszego rozpoznania zagrożenia. Sąd zdecydował ostatecznie o tym, że nie ma wystarczających dowodów ciężkiego zaniedbania obowiązków i umorzył sprawę bez orzekania o winie w zamian za zapłatę przez oskarżonych po 10 000 €.
Przepisy Międzynarodowego Związku Kolei (UIC) zalecają od 1965 roku stosowanie kół monoblokowych (kutych z jednego kawałka stali) dla pojazdów o prędkości konstrukcyjnej 120 km/h i większej.